# هندسة الهوية

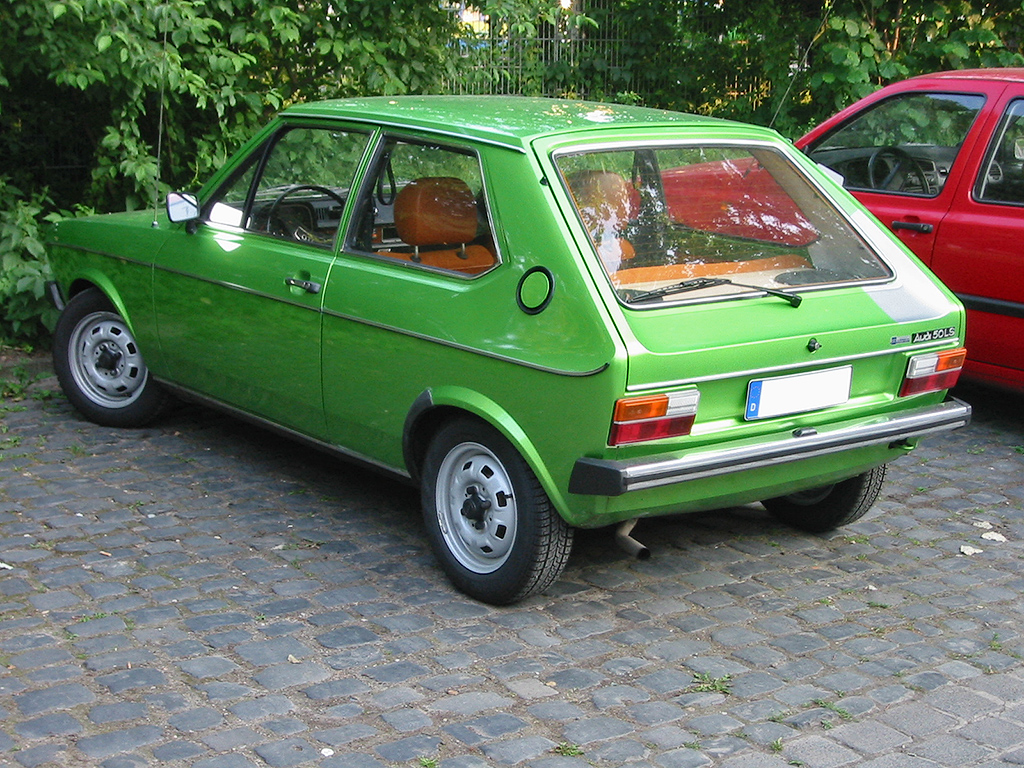
مثال عن سيارة: أودي 50...

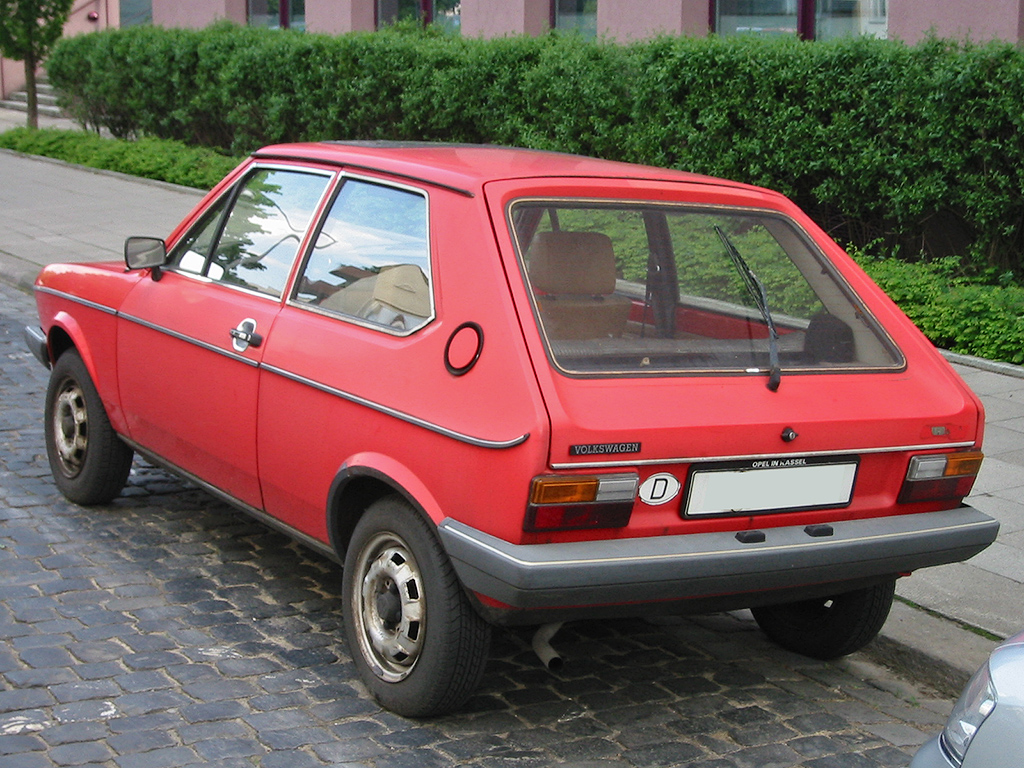
وعلى نفس تصميم شركة فولكس فاجن بولو I

هندسة الهوية (Badge engineering), هو مصطلح يقصد به استبدال ماركة معينة من منتج ما خصوصا (السيارات) بمنتج اخر وذلك نتيجة لارتفاع تكاليف التصميم والهندسة وقد يستحدث منتج جديد بطراز مختلف أو فقط يتم تغيير الاسم التجاري له (قد تمتد سنوات كثيرة حتى يكتسب هذا الاسم الشهرة المطلوبة). من الاوفر استخدام اسم تجاري معين لعدة منتجات
هذا المصطلح قد يقتصر على مجرد تغيير شعار ما من ماركة سيارة معينة داخلياً أو خارجياً في حين ان هذه التغييرات تكون محصورة في طراز معين
وبمعنى اخر أكثر شمولية تتضمن سرقة تغييرات طفيفة في العادة تكون محصورة بالمصابيح الامامية، المصابيح الخالفية والواجهة الامامية والخلفية.وبصورة أكثر عمق تتضمن تغيير المحرك والمنظومة الحركية.
تعتبر هندسة الهوية مشهورة في الوقت الراهن، ولكن يجب أن لا يختلط مفهومها مع مفهوم (مشاركت القاعدة الصناعية) في نفس الشركة. مشاركة القاعدة الصناعية تختلف عن فهوم هندسة الهوية. حيث ان قاعدة المركبة الصناعية (أو منصة إنتاج المركبة) قد تستغل بعدة طرق ولعدة تطبيقات، مثل استخدام منصة معينة في إنتاج سيارة عادية وسيارة رياضية. كلا المنتجين مختلفين، في حين ان هندسة الهوية تتضمن تسويق سيارة واحدة محددة.

## تاريخياً

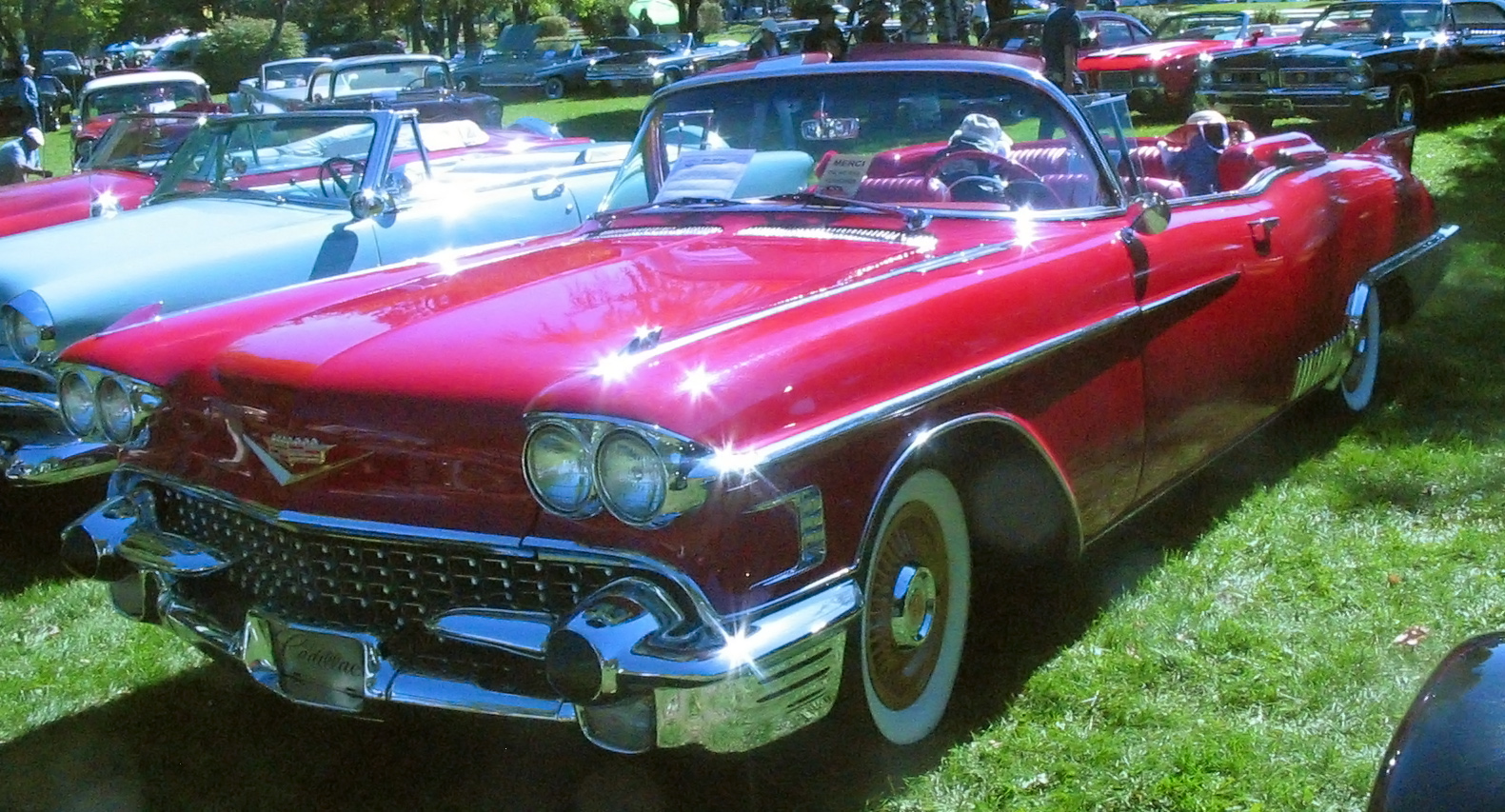
'58 Cadillac Convertible

أول سيارة خضعة لمفهوم التغيير من سيارة إلى أخرى في عالم صناعة السيارات حدث عام 1926 عندما قامت شركة ناش للسيارات nash motors با إيقاف إنتاج طرازها المستحدث من العلامة التجارية (أجكس)أجاكس والذي توقف إنتاجها بعد بيع 22000 وحدة.قام تشارلز ورنر ناش بأعطاء تعليماته لتغيير مسمى ماركة (أجكس)أجاكس إلى "Nash Light Six", وهي علامة تجارية معروفة ومُقدرة تحمل اسم مؤسس الشركة في ذلك الوقت، توقف الإنتاج لمدة يوميا ً ريثما تجرى تعديلات بسيطة، شملت واجهه المشعاع، واغطية الدواليب التابعة لمركبات ناش على مركبات أجكس، لم تحمل أي تكلفة اضافية على الزبائن لقاء امتلاكهم لمركبة تحمل شعار ناش.

## أنواع مختلفة
تحدث هندسة الهوية عندما يقرر أحد صانعي المركبات مثل جنرال موترز (General Motors), والذي يمتلك مجموعة متعددة من الأسماء التجارية للعديد من المركبات، ببيع مركبة معينة تحت أكثر من مسمى تجاري، لتوسيع قاعدة هذه المسميات في نطاق أسواق معينة بدون استحداث طرازات جديدة، مثل بيع مركبة معينة تحت مسى شيفرولية (Chevrolet), وبونتياك (Pontiac), وستيرن (Saturn), داخل الولايات المتحدة الأمريكية.
كما يمكن بيع أحد الأسماء التجارية لمركبة معينة، في مناطق وأسواق مختلفة تحت مسمى مختلف (نفس المركبة), على سبيل المثال مركبة صنعت سابقاً من قبل شركة دايو Daewoo التي استحوذت عليها شركة جنرال موترز، الآن فأن هذه المركبة تباع تحت مسمى دايو وذلك داخل كوريا الجنوبية وفيتنام. في حين انها في الأسواق الأخرى تسوّق تحت مسمى شيفرولية، مثل أسواق أسترالي، ونيوزيلندا، حيث ان الاسم التجاري (دايو) لم يحقق النجاح المطلوب. الآن تم إعادة هندستها لطرازات هولدن Holden.حدث تغيير كبير لصناعة المركبات الأسترالية تركز في إعادة هندسة الهوية في الثمانينات والتسعينات الميلادية كجزء من خطة Button الفاشلة.
صورة أخرى من هندسة الهوية تحدث بين اثنين من صانعي المركبات، عندما يقرر كل منهما تبادل منتجات معينة يفتقدها في خط الإنتاج الخاص به. مثال على ذلك مركبة هوندا اوديسي Honda Odyssey اعيد هندسة هويتها لتصبح ايسوزوا اويسس Isuzu Oasis لأن شركة ايسوزوا تحتاج شاحنة مصغرة (minivan). في حين ان المركبة ايسوزوا روديوا Isuzu Rodeo اعيد هندسة هويتها لتصبح هوندا باسبورت Honda Passport لأن هوندا تحتاج مركبة عائلية SUV.
أيضاً فأن صور هندسة الهوية متعددة ومن صورها كذلك، عندما تقرر شركة إنتاج مركبات السماح لشركة أخرى غير منتسبة لها بأعادة إنتاج نسخة منقحة لإحد مربكات الشركة الأولى.مثل ما قامت به شركة فولكس فاجن Volkswagen عندما قامت بأعادة إنتاج نسخة منقحة من المركبة دودج كرفان Dodge Caravan أو Chrysler Town and Country لتصبح فيما بعد فولكس فاجن روتشن Volkswagen Routan.